# ユングヴィ

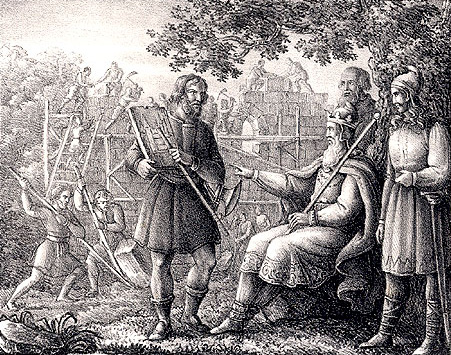
ウプサラの神殿の建設にあたるユングヴィ・フレイ。Hugo Hamiltonによる。（1830年）

ユングヴィ (Yngvi) または イングイ (Ingui)、イング (Ing) は、北欧神話に登場する神フレイの古い時期の名前であったと考えられている。「フレイ」というのは元々「支配者」を意味する形容語句であった。
イング (Ing) は、タキトゥスの『ゲルマニア』に登場する神マンヌスの、3人いる息子のうちの1人の名であった。
それは、北海沿岸にいたゲルマン民族の一派、インガエウォネース族の伝説的な祖先の名である。
さらに、エルダーフサルク（古い時代のルーン文字）にある「 ŋ 」の再建された名前でもある。
スウェーデンやノルウェーの男性名である「Yngve」はユングヴィに由来する。

## ゲルマン語派における「Ing」
ヤーコプ・グリムの著書『Teutonic Mythology』をはじめ、多くの研究者は、北欧のユングヴィがもともとイング（または、インゴ (Ingo)、イングイ (Ingui)）と同一だった可能性があると考えた。
ゲルマン語派である古英語、ノルウェー語、デンマーク語、スウェーデン語とアイスランド語での語幹「Ing-」はたいていがイングワズと関連があると考えられている。

## ルーン文字における「Ing」

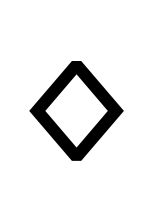
ルーン文字の「ŋ」

古い時期のルーン文字には「ŋ」を表す文字があり、ゲルマン語の原名では「inguz」、古英語では「Ing」と呼ばれている。この名前はイング神 (Ingwaz) を指していると考えられている。
古英語によるルーン詩は、イングの名前を挙げている。
Ing wæs ærest mid Eástdenum
gesewen secgum, oð he síððan eást
ofer wæg gewát. wæn æfter ran.
þus Heardingas þone hæle nemdon.
（原文は en:Yngvi 2007-04-15 17:33 UTC の版より引用。）
大意：
イング (Ing) は最初はイースト・デーンの中で見られた。彼が海を越えて行くまでは。彼の貨車が彼に続いた。よって戦士達は彼を英雄と呼んだ。

## 北欧神話における「Yngvi」
北欧神話に登場するユングヴィ（もしくはイングヴィ）は、スウェーデン王家における伝説的な王朝、ユングリング家の血統の祖先であるとされている。また、最も初期の、歴史上実在したとされるノルウェーの王は、その血統から分離していったともいわれている。
（フレイの項目を参照）
ユングヴィに関する情報は、伝承ごとに次のように違っている。
- ユングヴィとは神フレイの名前であり、「主人」を意味する語「フレイ」が彼の一般に知られる称号であるのに対し、「ユングヴィ」がおそらくは本当の名前であろう[1]。『ユングリング家のサガ』と『デンマーク人の事績』において、フレイの名は「スウェーデン王」の婉曲な表現とされた。

- スノッリ・ストゥルルソンの『ヘイムスクリングラ』の最初の章『ユングリング家のサガ』でのユングヴィ・フレイは、オーディンの後を継いだ彼の父ニョルズから継承して国を支配した[10]。ユングヴィ・フレイの子孫がユングリンガル（ユングリング家）である[9]。

- 『アイスランド人の書』においては、「Yngvi Tyrkja konungr」つまり「トルコのユングヴィ王」は、即位順ではユングヴィ・フレイ（ユングリング家の祖）の父であるニョルズの父として現れる[11][12]。

- 『スキョルドゥンガ・サガ』(en:Skjöldunga saga)では、オーディンはアジアからやって来て北欧を征服したとされているが、彼は、息子ユングヴィにスウェーデンを、もう一人の息子スキョルド（en:Skjöldr)にデンマークに与えた。それ以来、スウェーデンの王家はユングリング家、デンマークの王家はスキョルドゥング家(Skjöldungs)と呼ばれるようになった。

- 『ノルウェー史』では、Inguiがスウェーデンの最初の王であり、ニョルズ（フレイの父）の父だとされている。

- スノッリの記した『散文エッダ』第二部『詩語法』には、古代の優れた王ハールヴダン老王 (en:Halfdan the Old) の息子たちが登場する。全員の名が古北欧語で「王」や「支配者」を意味している語である9人の息子と、他に、そこからユングリング一族が生ずるとされるユングヴィを含む、いろいろな王家の血統の祖先となる9人の息子である[13]。しかしスノッリはその直後に、ハールヴダンの息子としてではなく4つの王朝の父となる4人の名士の情報を付け加えている。そこにまた、「ユングヴィからユングヴィ一族が発する」との記述がある[13][注釈 1]。『詩語法』ではまた、ユングヴィを「王」のケニングとして用いた詩が紹介されている[15]。